# Зоря Полин
Зоря Поли́н (грец. αψίνθιον чи άψινθος) — символічний образ із Біблії, з книги Об'явлення св. Йоана Богослова

## Згадка в Біблії
Зоря Полин згадується в Об. 8:10-11: 
|  | І засурмив третій Ангол, і велика зоря спала з неба, палаючи, як смолоскип. І спала вона на третину річок та на водні джерела. А ймення зорі тій Полин. І стала третина води, як полин, і багато з людей повмирали з води, бо згіркла вона... |

## Історична інтерпретація
Різні релігійні напрямки та діячі, зокрема адвентисти сьомого дня і теологи Метью Генрі і Джон Гілл, вважають вірші Одкровення Івана Богослова, символічним посиланням на колишні події в людській історії. Деякі перекладачі (Френсіс Д. Найкол) вважають «Полин» армією гунів, на чолі з королем Аттілою, вказуючи на хронологічну консистенцію між часом написання пророцтва та нападами гунів в Європі. Інші вказують, що це символічне зображення Арія, імператора Костянтина, Оригена або аскетичного монаха Пелагія, який заперечував вчення про первородний гріх.

## Наукова інтерпретація
Існують псевдонаукові та наукові інтерпретації цього образу. Основною є теорія про наслідки зіткнення астероїда або комети із Землею — «велика зоря спала з неба». Ця теорія говорить про хімічні зміни в атмосфері через «тепловий шок» при падінні великого астероїда або комети, реакцію кисню та азоту в атмосфері, що може призвести до кислотних дощів. Кислотний дощ, як вважають деякі, відповідає біблійному опису гіркої води після падіння зорі Полин.

## Альтернативні інтерпретації

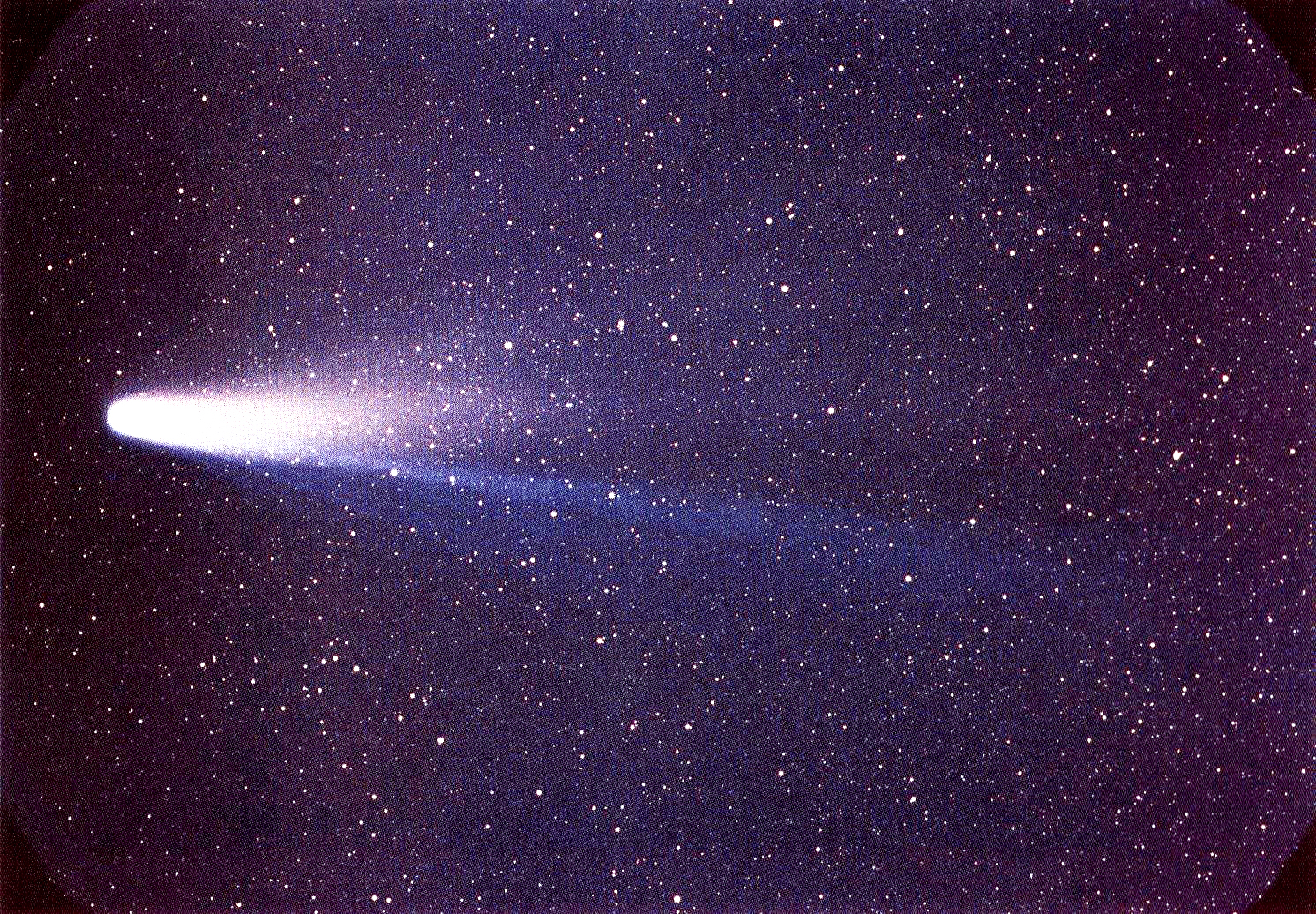
Комета Галлея 8 березня 1986 року

Деякі вчені вважають, що образ зірки Полин — символ гіркоти, що буде наповнювати світ у часи неспокою. Існує досить цікава теорія, що стосується безпосередньо України: відомо, що «чорнобиль» це синонім слова «полин». Чорнобилем у народі називають полин звичайний (Artemisia vulgaris, проте, йдеться про ἄψινθος, тобто гіркий полин). Згідно з цією версією, Чорнобильська катастрофа 1986 року й символізує зорю Полин — «велика зоря спала з неба, палаючи, як смолоскип». Радіонукліди чорнобильського викиду забруднили поверхневі водні системи не лише в районах поруч із реактором, але й в інших регіонах Європи. Початкове забруднення води спочатку було викликано прямим випаданням радіонуклідів на поверхню річок і озер, й основну його частину складали такі радіонукліди, як 131I.
Існує думка, що Нострадамус у своєму вірші передбачив майбутню трагедію: 
Хвіст страшної комети зачепить Землю.

Люди, що втрачають волосся, шкіру й очі,

Прагнуть у безумному страху із дна Борисфену

Багато хто чекатиме ангелів з неба,

а прийдуть не ангели, а чорні хмари.

Прийде комета на Землю,

Зорю Одкровення несучи на хвості

та запалає земля страшним вогнем

і темний янгол вдарить у Хранилище Святості

ніби пекло вийде з Чотирьох Воріт!
Чорнобильська аварія відбулася два місяці потому (за 68 днів) після того, як неподалік нашої планети пролетіла комета Галлея. Останній проліт навколо землі був занотований 17 лютого 1986 року.